# Hans Jürgen Press

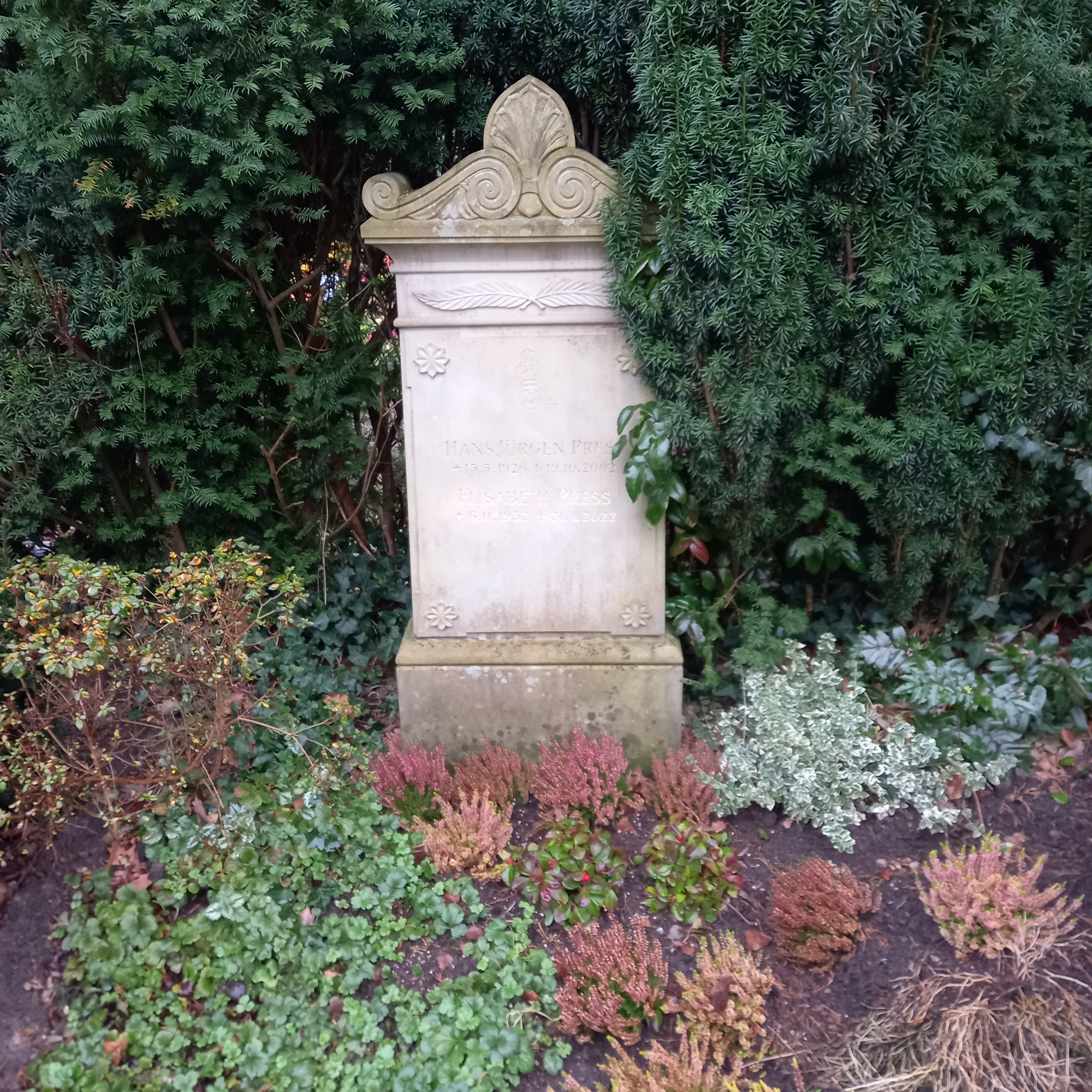
Das Grab von Hans Jürgen Press und seiner Ehefrau Elisabeth auf dem Nienstedtener Friedhof in Hamburg

Hans Jürgen Press (* 15. Mai 1926 in Klein Konopken in Masuren; † 19. Oktober 2002 in Hamburg) war ein deutscher Schriftsteller und Zeichner.

## Leben
Nachdem Hans Jürgen Press – ohne je im Kriegseinsatz gewesen zu sein – in amerikanische Kriegsgefangenschaft geraten war, wurde er in den Vereinigten Staaten und anschließend in England interniert. Seine künstlerische Begabung verhalf ihm, dass er vom Kriegseinsatz verschont wurde und in Texas und Louisiana Skizzen vor Ort anfertigen konnte. Teilweise sind Wandfresken im Offizierskasino im Building 98 in Marfa (Texas) erhalten geblieben; sie stehen seit 2004 als National Monument unter Denkmalschutz und gelten als Sehenswürdigkeit.
Press zog 1948 nach Hamburg, wo er die Hochschule für Bildende Künste besuchte. Er wurde als Karikaturist, Illustrator und Kinderbuchautor bekannt. Ab 1953 zeichnete und schrieb er für das Sternchen, die Kinderbeilage der Zeitschrift Stern, anfangs vor allem Suchbilder, Spiel- und Basteltipps, aber auch kleine Experimente und naturkundliche Beobachtungen. Ab 1960 erschienen dort zudem Die Abenteuer der »schwarzen hand«, aus Bild und Text kombinierte Mitratekrimis in Fortsetzungen, bei denen im Text jeweils Fragen gestellt wurden, die sich aus der genauen Beobachtung von Details in Press’ Zeichnungen lösen ließen. Am 3. Januar 1965 debütierte schließlich seine Figur „Der kleine Herr Jakob“, ebenfalls im Sternchen: ein kleiner Mann unbestimmbaren Alters mit Schnauzbart und Melone, der zunächst wortlos Abenteuer in Comicstrips bestand, die später mit gereimten Kommentaren versehen waren.
Press veröffentlichte zahlreiche Rätsel- und Spielbücher sowie Bücher zu den Themen Natur und Wissen. Er gilt als einer der Erfinder der Wimmelbilder, der in seinen ganzseitigen Illustrationen für Rätselbücher viele Details versteckte. Seine Bücher sind in über 60 Fremdsprachen übersetzt worden. In seinem Todesjahr 2002 hatten seine Bücher eine Gesamtauflage von 5,5 Millionen. U. a. wurde er 1985 mit dem Kulturpreis Goldenes Taschenbuch ausgezeichnet. Einige seiner Geschichten fanden Eingang in deutsche Schulbücher. Zwei seiner Serien wurden auch für das Fernsehen ausgewertet: Die Abenteuer der »schwarzen Hand« ab 1974 im ARD-Kinderprogramm (mittels abgefilmter Illustrationen und gesprochenem Text) sowie ab 2005 auf dem Pay-TV-Sender Junior Der kleine Herr Jakob, eine Reihe von Kurztrickfilmen, 1996–99 in Großbritannien produziert.
Sein Sohn Julian Press ist ebenfalls Autor und Illustrator.

## Werke
- Ab 1953 regelmäßige Mitarbeit als Autor und Illustrator im Sternchen, Kinderbeilage der Illustrierten Stern
- Marion Lindt: Schabber-Schabber. Ostpreußischer Humor in Poesie und Prosa, mit Zeichnungen von Hans Jürgen Press, 1953
- Spiel, das Wissen schafft, 1964
- Die Abenteuer der »schwarzen hand«, 1965 – auch Hörbuch, ab 13. Mai 1974 ARD-Fernsehserie in „Plumpaquatsch“; Buch des Monats November 2003
- Spiel und Spaß beim Kinderfest, 1966
- Spiel und Spaß für Rothäute und Bleichgesichter, 1966
- Spiel, das Wissen schafft, Große Ausgabe, 1967
- 1000 Punkte: Im Zirkus, 1967
- 1000 Punkte auf dem Bauernhof, 1967
- Mein kleiner Freund Jakob, 1967
- Der Natur auf der Spur, 1972
- 1000 Punkte mit kleinen Bären, 1974
- Geheimnisse des Alltags. Entdeckungen in Natur und Technik, 1977
- 1000 Punkte auf Safari, 1978
- 1000 Punkte für Filzstift-Freunde, 1978
- Der kleine Herr Jakob – ohne Worte, 1983
- Bilderlotto mit Katz und Maus, 1984
- Dezemberbuch, 1984
- 1000 Punkte: Kleine Geschichten, 1986
- 1000 Punkte im Märchen, 1992
- Jakobs Abenteuer, 1992
- 1000 Punkte in Super Spiel und Spaß, 1997
- 1000 Punkte in der Stadt, 1998
- 1000 Punkte: Aus der Wundertüte, 2000
- Die heiße Spur. Über 50 Ratekrimis und Rätselbilder, 2002
- 31 Dezember-Überraschungen. Spiele und Rätsel für Winter- und Weihnachtstage, 2003
- Rätselspaß für Spürnasen, 2004
- Rätselreise durchs Jahr, 2007
- Rätselspaß um die Schule, 2009
- Der große 1000-Punkte-Spaß, 2009